# 玩笑般的戀愛
「玩笑般的戀愛」（なんちゃって恋愛）是日本的女子偶像組合早安少女組。的第40张单曲。2009年10月28日由zetima发售。

## 概要
- 「玩笑般的戀愛」是早安少女組。出道後第40张單曲。
- 此單曲有4個版本，分別有「初回生産限定盤A」、「初回生産限定盤B」、「CD ONLY」和「40th紀念盤」。「初回生産限定盤」收錄了「玩笑般的戀愛」的PV。
- 「初回生産限定盤A」、「初回生産限定盤B」和「CD ONLY」收錄了B面曲「秋麗」，而「40th紀念盤」收錄了B面曲「愛的力量就是一切」
- 在8月24日於公信榜單曲週排行榜取得第2位，繼SMAP後史上第二個組合能連續40張單曲於公信榜單曲週排行榜取得TOP 10位置。

## 收錄内容

### CD（初回生産限定盤, CD ONLY）
CD
1. 玩笑般的戀愛
（作詞・作曲：淳君 編曲：大久保薫）
2. 秋麗
（作詞・作曲：淳君  編曲：AKIRA）
3. 玩笑般的戀愛(Instrumental)

### CD（40th紀念盤）
CD
1. 玩笑般的戀愛
（作詞・作曲：淳君 編曲：大久保薫）
2. 愛的力量就是一切（すべては愛の力）
（作詞・作曲：淳君  編曲：鈴木Daichi秀行）
3. 玩笑般的戀愛(Instrumental)

### DVD（初回生産限定盤A）
1. 玩笑般的戀愛（Dance Shot Ver.）

### DVD（初回生産限定盤B）
1. 玩笑般的戀愛（Close-up Ver. BLACK）